# Bahnhof Stadtoldendorf
Der Bahnhof Stadtoldendorf ist ein Personen- und Güterbahnhof an der Bahnstrecke Langeland–Kreiensen.

## Geschichte
Der Bahnhof wurde am 10. Oktober 1865 eröffnet. Das denkmalgeschützte Empfangsgebäude wurde von der Firma Watermann aus Sandstein im Gründerzeitstil mit Elementen aus der Gotik und Renaissance errichtet. Der Sandstein wurde in der näheren Umgebung um Stadtoldendorf gebrochen. Der Anschluss des Orts an die Bahnstrecke war in der Vergangenheit wirtschaftlich bedeutend.
Für Stadtoldendorf sind zwei mechanische Stellwerke bezeugt. Das erste Stellwerk Swf wurde im Jahr 1905 in Betrieb genommen und zwischenzeitlich grundlegend umgebaut. Das zweite Stellwerk So wurde im Jahr 1915 in Betrieb genommen. Beide Stellwerke wurden im Jahr 1983 durch das Stellwerk Sf ersetzt. 
Das Stellwerk Sf wurde am 19. Oktober 2008 stillgelegt. Der Bahnhof Stadtoldendorf wird seitdem vom ESTW Göttingen RBZ Harz-Weser fernüberwacht.

### Modernisierung 2020/21
Der Rat von Stadtoldendorf bat in einer Resolution im Jahr 2012 auf eine Aufnahme in das Bahnhofsausbauprogramm Niedersachsen ist am Zug III zur Sanierung des Bahnhofs Stadtoldendorf. Im Mai 2020 begannen die Sanierungsarbeiten. Der Bahnsteig wurde von 38 auf 76 Zentimeter erhöht, neue Beleuchtungsanlagen und ein taktiles Leitsystem installiert. Am 21. Mai 2021 wurde die Modernisierung des Bahnsteigs vollendet. Im Rahmen der Bauarbeiten wurde der historische Zwischenbahnsteig 2 aufgegeben. Der bisherige Hausbahnsteig 1 wurde zu 2 umbenannt, barrierefrei neu errichtet und ist seitdem der einzige Bahnsteig des Bahnhofs.

## Bedienung

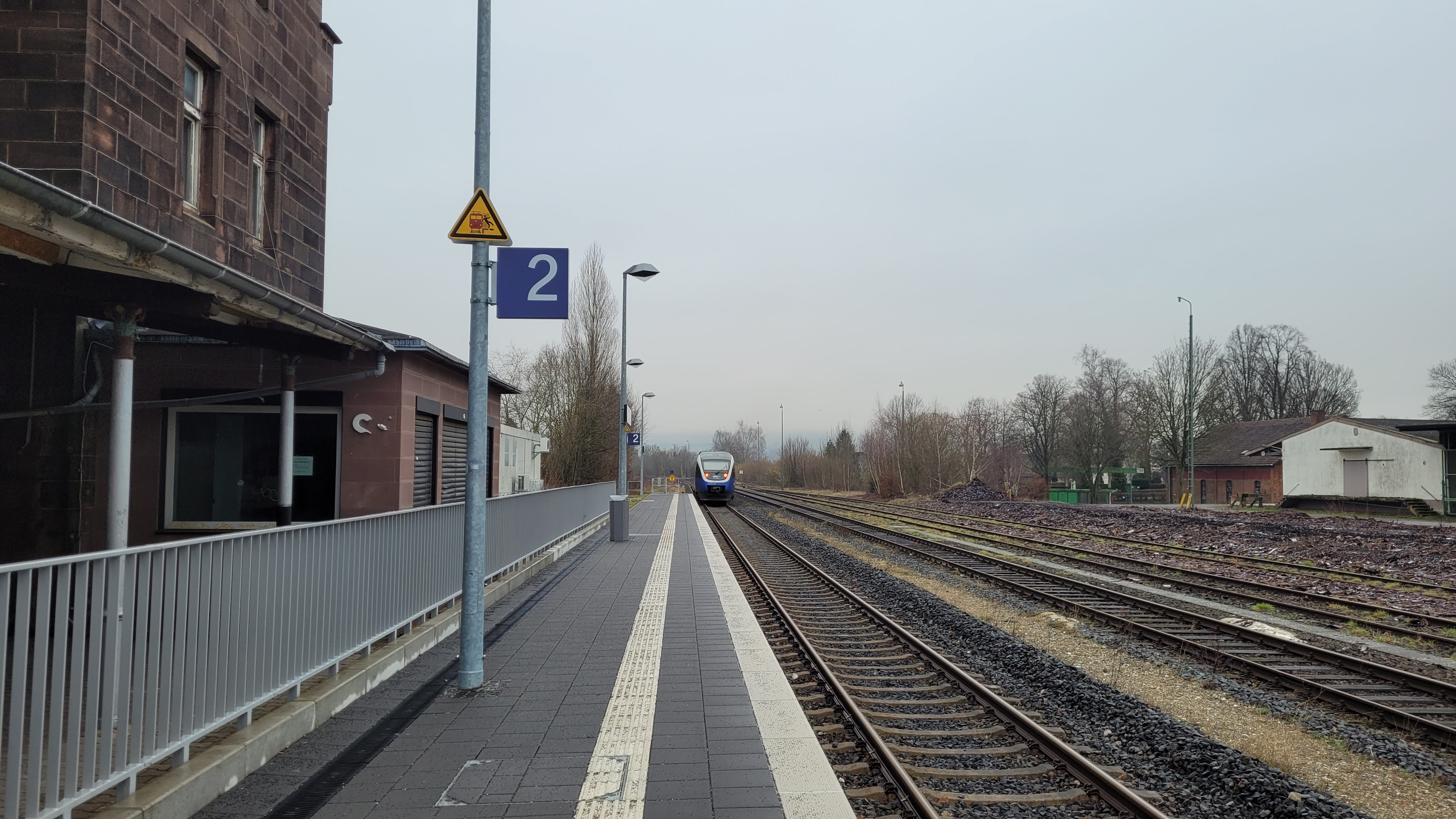
Steig 2 (2023), modernisiert 2020/21, mit Bombardier Talent (NWB) in Richtung Kreiensen

### Personenverkehr
| Linie | Verlauf | Taktfrequenz                                                 | EVU          |
| ----- | --- | ------------------------------------------------------------ | ------------ |
| RB 84 | Egge-Bahn: Paderborn Hbf – Altenbeken – Bad Driburg (Westf) – Brakel (Höxter) – Höxter-Ottbergen – Höxter-Godelheim – Höxter Rathaus – Höxter-Lüchtringen – Holzminden – Stadtoldendorf – Kreiensen Stand: Fahrplanwechsel Dezember 2023 | 60 min (Paderborn–Holzminden) 120 min (Holzminden–Kreiensen) | NordWestBahn |

Der Abschnitt Kreiensen–Paderborn wird seit Dezember 2013 im Zweistundentakt mit einzelnen Verstärkern von Regionalbahnen der NordWestBahn bedient. Eingesetzt werden im Schienenpersonennahverkehr Diesel-Triebwagen des Typs Bombardier Talent (Baureihe 643).

### Güterverkehr
In Stadtoldendorf wird durch das Unternehmen Holz-Reimann aus Harlingerode in Bad Harzburg Holzverladung auf der westlichen Bahnhofsseite betrieben.

### Nächste Stationen
- Richtung Kreiensen: Kreiensen
  - ehemals: Vorwohle
- Richtung Paderborn Hbf: Holzminden
  - bis 1987: Deensen-Arholzen

## Galerie

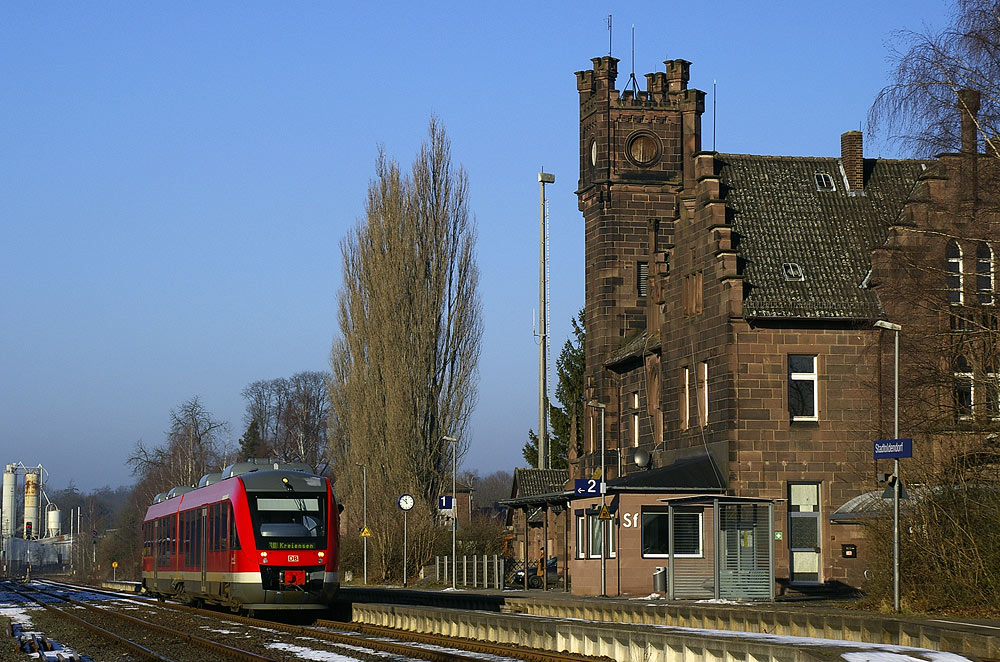
Bahnhof mit Bahnhofsgebäude und aufgegebenem Zwischenbahnsteig 2 vor der Modernisierung (2006)
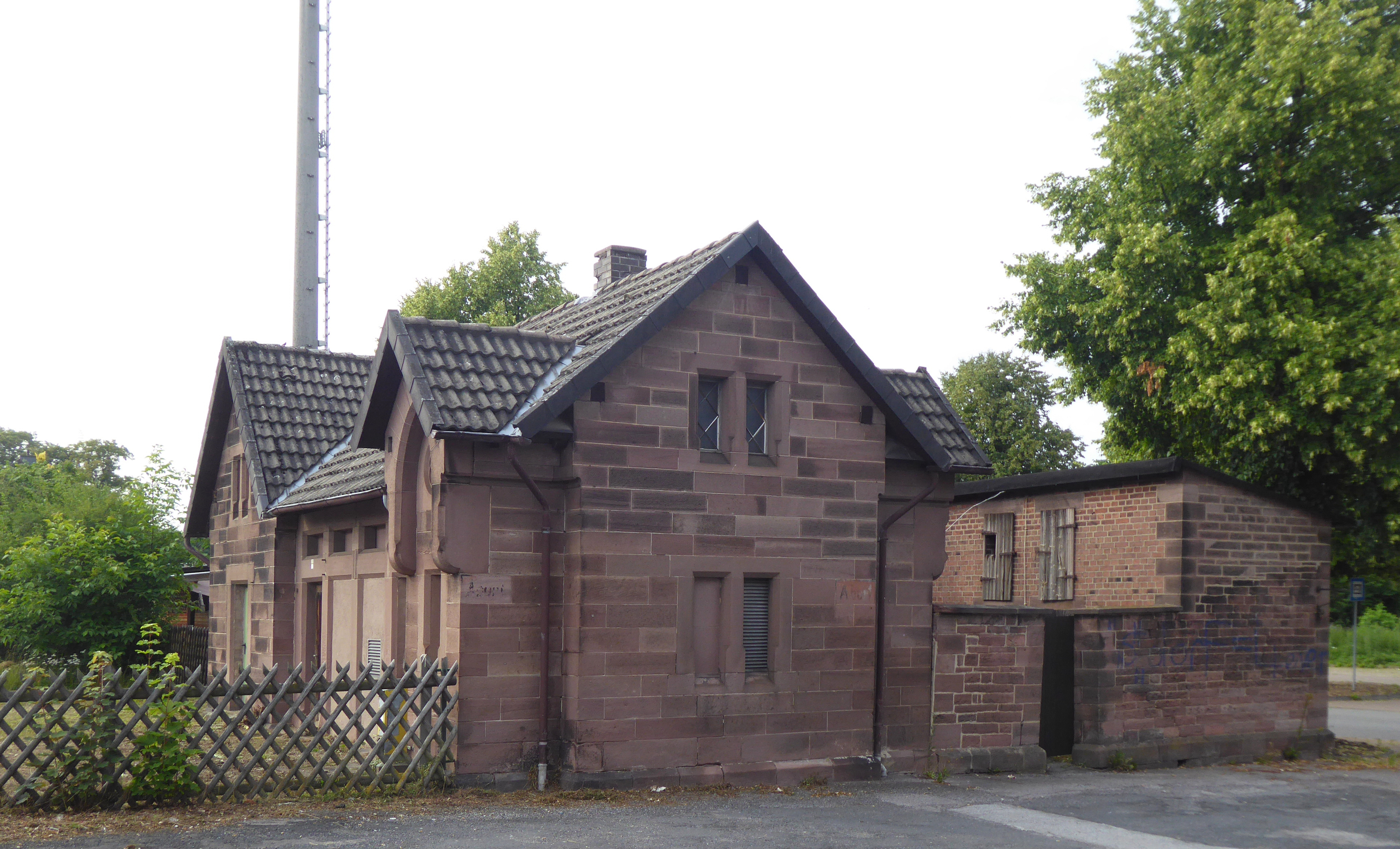
Denkmalgeschützter Abort (2019)
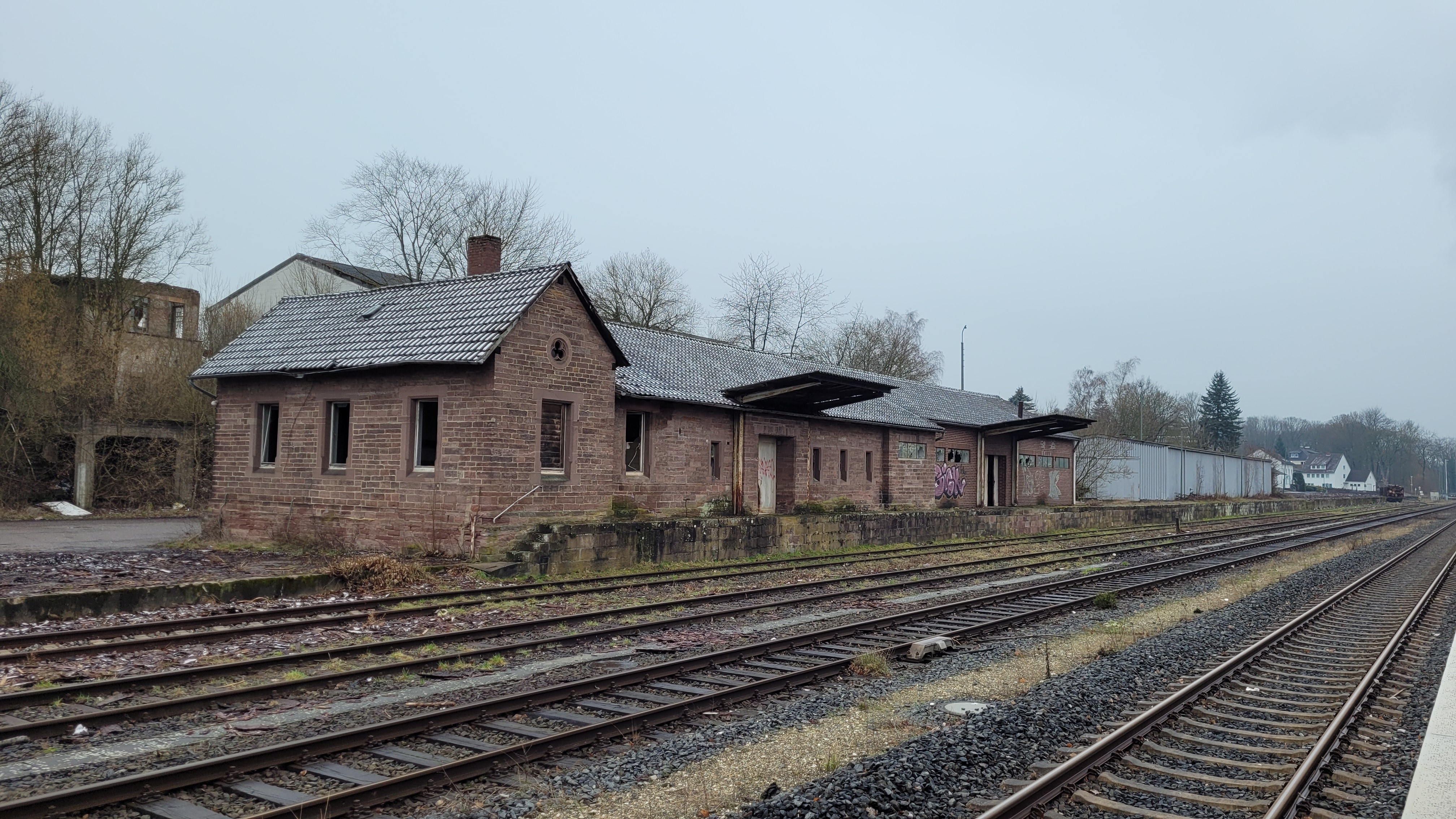
Denkmalgeschützter Güterschuppen (2023)